# Crever pour vivre
Pour les articles homonymes, voir Besoin d'amour.
Crever pour vivre est l'autobiographie de l'acteur allemand Klaus Kinski, publiée pour la première fois en 1975 en allemand sous le titre Ich bin so wild nach deinem Erdbeermund (litt. « Je suis si fana de ta bouche fraise »). La première traduction en français a été publiée en 1976 chez les éditions Belfond avec une traduction de Michel Leblond avec la participation de Ruth Valentini. L'ouvrage sort en éditions poche en 1986.
Le titre a été réédité à sa mort en 1991 dans une version expurgée intitulée Ich brauche Liebe et traduite J'ai besoin d'amour par Suzanne Sinet.

## Accueil
Le livre lui-même a été qualifié d'hédoniste, d'excessif et de pornographique, mais les critiques à la sortie ont largement ignoré le fait que Kinski s'extasie sur son inceste avec sa mère, sa sœur et sa fille.
Dans le livre Herzog on Herzog, Werner Herzog décrit le livre comme « largement fictif » et affirme que Kinski n'a pas grandi dans une pauvreté abjecte comme il le prétend. Herzog raconte également comment lui et Kinski ont cherché ensemble de nouvelles insultes pour décrire Herzog pour le livre.
La fille de Klaus Kinski, Nastassja Kinski, a poursuivi son père pour diffamation, mais l'action en justice a été rapidement retirée. La fille aînée de Kinski, Pola Kinski (*1952), a joué avec le titre original en publiant sa propre autobiographie, Kindermund (traduit en français sous le titre Tu ne diras jamais rien), qui décrit la relation incestueuse que son père a établie avec elle lorsqu'elle était une jeune enfant. L'ouvrage a été salué pour la dignité dont l'auteure fait preuve en présentant son point de vue de victime.

## Publications
- (de) Ich bin so wild nach deinem Erdbeermund, Rogner & Bernhard, 1975 (ISBN 978-3807700502)
  - Crever pour vivre  (trad. Michel Leblond avec la participation de Ruth Valentini), éditions Belfond, 1976 (ISBN 978-2714410504) ;
Livre de Poche, 1982  (ISBN 978-2253029304)
- (de) Ich brauche Liebe, Heyne Verlag, 1991 (ISBN 978-3453045798)
  - J'ai besoin d'amour  (trad. Suzanne Sinet), Paris, éditions Michel Lafon, 1991 (ISBN 978-2863913604)